# Éditions Xenia
Pour les articles homonymes, voir Xenia.
Les Éditions Xenia est une maison d'édition suisse indépendante fondée en avril 2006 à Vevey sous la forme d'une société anonyme par Slobodan Despot et Claude Laporte.

## Histoire
En 2008, Xenia a publié un livre sur l'éviction de Christoph Blocher du Conseil fédéral suisse, sous pseudonyme.
En 2008, Xenia édite les œuvres d'Unabomber, en version autorisée par l'auteur, dont les droits d'auteur sont reversés à la Croix-Rouge.

## Auteurs publiés
- Theodore John Kaczynski
- Jürgen Elsässer
- Jean Cau
- Slobodan Despot
- Jean Romain
- Éric Werner
- Massimo Introvigne
- François Bousquet (écrivain)
- Renaud Camus
- Alexander Cockburn
- Momo Kapor
- Alain Paucard
- Jean Robin
- Paul-Marie Coûteaux
- Marie-Christine Buffat
- Oskar Freysinger
- Jean-Michel Vernochet
- André Bercoff, Fabrice Robert, Pierre Cassen